# Мокров, Евгений Алексеевич
Евгений Алексеевич Мокров (13 августа 1937, Сталинград, РСФСР — 19 августа 2021, Пенза) — советский и российский ученый в области космических комплексов. Доктор технических наук, профессор. Заслуженный деятель науки Российской Федерации. Заслуженный машиностроитель Российской Федерации. Заслуженный работник промышленности Пензенской области. Генеральный директор Научно-исследовательского института физических измерений г. Пензы с 1995 года по 2009 год.
Профессор кафедры «Приборостроение» Пензенского государственного университета с 2009 по 2021 гг.

## Биография
Родился 13 августа 1937 года в г. Сталинграде.
В 1960 г. окончил Пензенский политехнический институт по специальности «Электромеханическая аппаратура связи».
С 1961 года (практически со дня основания Научно-исследовательского института физических измерений) Евгений Алексеевич работал в институте, пройдя все ступени профессионального роста: инженер, старший инженер, начальник лаборатории, начальник отдела.
С 1974 по 1995 гг. — заместитель директора НИИФИ по научной работе.
С 1995 по 2009 гг. — генеральный директор Научно-исследовательского института физических измерений г. Пензы
Мокров Е. А. непосредственно участвовал в разработке измерительных приборов для космических комплексов Н1-Л3, «Протон», «Энергия-Буран», «Зенит», автоматических станций «Луна», «Венера», «Марс», орбитальных станций, используемых в национальных и международных космических программах, в целом ряде программ оборонного значения, неоднократно бывал в длительных командировках на космодроме «Байконур» с анализом работы измерительной аппаратуры на важнейших изделиях отрасли. Руководил рядом научно-исследовательских и опытно-конструкторских работ, направленных на обеспечение ракетно-космической отрасли, атомной энергетики, нефтегазового комплекса, железнодорожного транспорта и других отраслей хозяйства точной и надежной измерительной аппаратурой, а также работами по созданию датчиков с элементами самодиагностики, интеллектуализации процессов приема и обработки информации, расширению функциональных возможностей аппаратуры на основе использования новых конструкционных материалов, критических технологий, микро- и нанотехнологий.

## Научная деятельность
В 1987 году защитил диссертацию на соискание ученой степпени кандидата технических наук, в 2001 году ему присвоена ученая степень доктора технических наук.
В 2007 году присвоено ученое звание профессора.
С 2011 по 2021 гг. работал профессором кафедры «Приборостроение» Пензенского государственного университета. Преподавал дисциплину «Введение в технологию повышения качества ядерных, транспортных и космических систем» в рамках Президентской программы повышения квалификации инженерных кадров на 2012—2014 годы.
Е. А. Мокров — крупный специалист в области информационно-измерительной техники и авиационно-космического датчикоприборостроения. Его научная деятельность получила всероссийской признание, что подтверждено правительственными и отраслевыми наградами.
В 2005 г. по его инициативе и под его руководством создан учебно-научный центр приборостроения ПГУ-НИИФИ для целевой подготовки специалистов в области проектирования датчиков. Результаты научных исследований публикуются в различных научных изданиях, внедряются в производство и учебный процесс.
Евгения Алексеевича не стало 19 августа 2021 года.

### Публикации
Автор более 280 опубликованных научных работ, учебных пособий, учебников, имеет более 45 авторский свидетельств и патентов на изобретения.
Некоторые труды:
- Мокров Е. А., Баринов И. Н. Разработка высокотемпературных полупроводниковых датчиков давления // Приборы и системы. Управление, контроль, диагностика. 2009. № 1. С. 23-27.
- Мокров Е. А. Проектирование датчиков на основе тонкопленочных технологий: учебное пособие. Пенза: ИИЦ ПГУ, 2007. 80 с.
- Мокров Е. А. Микромеханические устройства и приборы: учебное пособие. Пенза: ИИЦ ПГУ, 2007. 172 с.
- Мокров Е. А. Статико-динамические акселерометры для ракетно-космической техники: учебное пособие. Пенза: Изд=во ПАИИ, 2004. 164 с.
- Мокров Е. А., Белозубов Е. М. Обобщённая системная модель нового поколения тонкопленочных тензорезистивных датчиков давления // Датчики и системы. 2006. № 8.

Патенты на изобретения:
- Мокров Е. А., Белозубов Е. М., Блинов А. В., Исаков С. А., Козлова Ю. А., Тихомиров Д. В. Тонкоплёночный датчик давления: патент на изобретение RUS 2397462 01.06.2009;
- Мокров Е. А., Елизаров В. П., Цыпин Б. В., Мельников А. А. Способ формирования импульсов из сигналов индукционных датчиков частоты вращения: патент на изобретение RUS 2399153 31.08.2009;
- Мокров Е. А., Елизаров В. П., Цыпин Б. В., Мельников А. А. Формирователь импульсов из сигналов индукционных датчиков частоты вращения: патент на изобретение RUS 2399154 31.08.2009;
- Мокров Е. А., Макаровец Н. А., Платонов Н. А., Папко А. А. Компенсационный акселерометр: патент на изобретение RUS 2341805 03.07.2007;
- Мокров Е. А., Цыпин Б. В., Трофимов А. Н., Мельников А. А., Трофимов А. А. Растровый трансформаторный преобразователь перемещения в код: патент на полезную модель RUS 63143 19.01.2007;
- Мокров Е. А., Семёнов В. А. Датчик силы: патент на изобретение RUS 2193763 28.08.2000.

## Награды
- Орден «За заслуги перед Отечеством» IV степени (20 июля 2006 года)[6];
- Орден Трудового Красного Знамени (1984);
- Орден «Знак почета» (1976);
- Медаль «За трудовую доблесть»;
- Медаль ордена «За заслуги перед Пензенской областью» (2021);
- Заслуженный деятель науки Российской Федерации;
- Заслуженный машиностроитель Российской Федерации (2011);
- Заслуженный работник промышленности Пензенской области (2017)[7];
- Знак К. Э. Циолковского (Роскосмос);
- Почетный знак губернатора Пензенской области «Во славу земли Пензенской» (2018);
- медаль В. И. Пацаева № 1 (12 апреля 2017 года) — за высокие достижения в развитии науки, техники и образования Пензенского государственного университета[8];
- Памятный знак «За заслуги в развитии города Пензы» (22 января 2011 года)[9].